# Quận Marion, Oregon
Quận Marion là một quận nằm trong tiểu bang Oregon. Ban đầu nó được đặt tên là Khu Champooicktheo tên của Champoeg, một nơi hội họp trên bờ Sông Willamette. Ngày 3 tháng 9 năm 1849, Lập pháp Lãnh thổ đặt tên lại cho nó để vinh danh Francis Marion, một vị tướng quân của Quân đội Lục địa trong Chiến tranh Cách mạng Mỹ. Năm 2005, dân số của quận là 305.265. Quận lỵ là Salem.

## Kinh tế
Nông nghiệp và chế biến thức ăn là hai ngành quan trọng trong nền kinh tế của quận, cũng như lâm nghiệp, sản xuất, và giáo dục. Quận Marion có 10.640 mẫu Anh (43 km²) vườn trái cây. Tuy nhiên, chính phủ là nền móng kinh tế và là chủ mướn người làm việc chính của quận.

## Địa lý
Theo Cục điều tra dân số Hoa Kỳ, quận có tổng diện tích là 1.194 dặm vuông (3.093 km²) trong đó đất chiếm 1.184 dặm vuông (3.066 km²) và nước chiếm 10 dặm vuông (26 km²) hay  0,85%.

### Quận giáp ranh
- Quận Linn, Oregon - (nam)
- Quận Polk, Oregon - (tây)
- Quận Yamhill, Oregon - (tây bắc)
- Quận Clackamas, Oregon - (bắc)
- Quận Wasco, Oregon - (đông bắc)
- Quận Jefferson, Oregon - (đông)

## Lịch sử
Quận Marion được thành lập ngày 5 tháng 7 năm 1843, là một trong bốn khu (district) ban đầu của Lãnh thổ Oregon cùng với Twality (sau này là Quận Washington), Clackamas, và Yamhill. Bốn khu này sau đó được đặt thành các quận (county) vào năm 1845.
Ban đầu, phân khu chính trị này trải dài về phía nam đến tận biên giới California và về phía đông đến Rặng Thạch Sơn. Với việc thành lập các quận Wasco, Linn, Polk và những quận khác, diện tích của nó bị thu hẹp lại. Ranh giới địa lý hiện tại của Quận Marion được thiết lập vào năm 1856.
Năm 1849 Salem được đặt thành quận lỵ. Thủ phủ lãnh thổ được dời từ Thành phố Oregon đến Salem năm 1852. Việc tranh cãi về vị trí của thủ đô được giải quyết năm 1864 khi Salem được xác nhận là thủ phủ của tiểu bang Oregon.

## Cộng đồng

### Thành phố hợp nhất
| - Aumsville - Aurora - Detroit - Donald - Gates (1 phần trong Quận Linn) | - Gervais - Hubbard - Idanha (1 phần trong Quận Linn) - Jefferson - Keizer | - Mount Angel - St. Paul - Salem - Scotts Mills - Silverton | - Stayton - Sublimity - Turner - Woodburn |

### Khu chưa hợp nhất và nơi ấn định cho điều tra dân số
| - Breitenbush - Brooks - Butteville - Champoeg (một phố ma) - Four Corners | - Hayesville - Jordan - Labish Village - Marion - Mehama | - Monitor - Pratum - St. Louis - Santiam Junction - West Stayton |